# Jisra’el Jeszajahu
Jisra’el Jeszajahu (hebr.: ישראל ישעיהו, ang.: Yisrael Yeshayahu, ur. 20 kwietnia 1908 w Sada (ob. Jemen, zm. 20 czerwca 1979) – izraelski polityk, w latach 1967–1969 minister usług pocztowych, w latach 1972–1977 przewodniczący Knesetu, w latach 1949–1977 poseł do Knesetu z listy Mapai i Koalicji Pracy.
W wyborach parlamentarnych w 1949 nie dostał się do izraelskiego parlamentu, jednak w skład pierwszego Knesetu wszedł 12 lutego 1951, po rezygnacji Arjego Szeftela. Zasiadał w Knesetach I, II, III, IV, V, VI, VII i VIII kadencji.